# Bordușani
Bordusani là một xã thuộc hạt Ialomița, România. Dân số thời điểm năm 2002 là 5341 người.